# Precis coryndoni
Precis coryndoni är en fjärilsart som beskrevs av Rothschild 1918. Precis coryndoni ingår i släktet Precis och familjen praktfjärilar. Inga underarter finns listade i Catalogue of Life.